# Journal of Applied Poultry Research
Journal of Applied Poultry Research (ook JAPR) is een internationaal, aan collegiale toetsing onderworpen wetenschappelijk tijdschrift op het gebied van de pluimveehouderij.
De naam wordt in literatuurverwijzingen meestal afgekort tot J. Appl. Poultry Res.